# Fierville-les-Parcs
Fierville-les-Parcs är en kommun i departementet Calvados i regionen Normandie i norra Frankrike. Kommunen ligger i kantonen Blangy-le-Château som ligger i arrondissementet Lisieux. År 2022 hade Fierville-les-Parcs 236 invånare.

## Befolkningsutveckling
Antalet invånare i kommunen Fierville-les-Parcs
Referens: INSEE